# Dora Varella
Dora Varella (São Paulo, 31 luglio 2001) è una skater brasiliana.

## Biografia
Dora Varella è una skater professionista brasiliana specializzata nella disciplina del park. Nata il 31 luglio 2001 a São Paulo, ha iniziato a praticare lo skateboard all'età di 10 anni, dopo aver visto un cugino esibirsi in questo sport. Nel gennaio 2019, a 17 anni, è diventata atleta professionista affiliata alla Confederação Brasileira de Skateboarding. 
Ha partecipato alle selettive olimpiche per i Giochi di Tokyo 2020, qualificandosi ufficialmente dopo il campionato di Des Moines, Iowa, nel maggio 2021, dove ha concluso al settimo posto. Successivamente, ai Giochi Olimpici di Parigi 2024, ha ottenuto la medaglia di bronzo nella specialità del park.
Oltre ai risultati olimpici, Varella vanta un palmarès ricco di successi, tra cui tre titoli consecutivi al Girls Vans Combi Pool Classic negli Stati Uniti (2016, 2017, 2018) e due titoli panamericani al Vans Park Series Women's Continental Championships (2017, 2018). Ha anche conquistato il titolo di Campionessa Brasileira de Bowl nel 2015 e di Campionessa Brasileira de Park nel 2020.